# Kayahan
Kayahan Açar, znany także jako Kayahan (ur. 29 marca 1949 roku w Izmirze, zm. 3 kwietnia 2015 roku w Stambule) – turecki piosenkarz i producent muzyczny.

## Życiorys

### Wczesne lata
Urodził się w Izmirze, zaś całe dzieciństwo oraz wczesną dorosłość spędził w Ankarze, z której później przeprowadził się do Stambułu. 

## Kariera
Rozpoczął karierę muzyczną w 1975 roku wydaniem singla „Bekle gülüm”. W 1978 roku wydał dwa nowe utwory: „İstanbul hatırası” i „Neden olmasın”. W 1981 roku po raz pierwszy zgłosił się do udziału w krajowych eliminacjach eurowizyjnych z utworem „Dostluk”. Zajął z nim szóste miejsce w finale selekcji. W 1984 roku ponownie wystartował w krajowych selekcjach, tym razem z piosenką „Kaç para”, z którą nie dotarł do czołówki notowań jurorskich. 

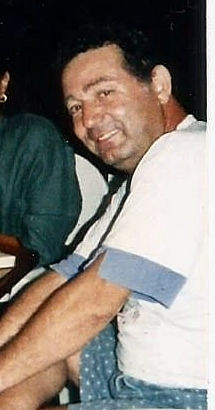
Kayahan w 1997 roku

W latach 80. rozpoczął długoletnią współpracę artystyczną z piosenkarką Nilüfer, dla której napisał m.in. utwór „Geceler”, promujący jej najpopularniejszy album studyjny o tym samym tytule z 1987 roku. Rok wcześniej artysta wystąpił z piosenką na Międzynarodowym Konkursie Muzyki Śródziemnomorskiej, na którym ostatecznie otrzymał nagrodę „Złotej Pomarańczy” (tur. Altın Portokal). W 1987 roku zakwalifikował się do stawki finałowej eliminacji z utworem „Günesli bir resim çiz bana” nagranym razem z Emel Müftüoğlu, Erdalem Çelikiem, Yesim i Ayse. Pod koniec lutego wystąpili w finale selekcji, jednak nie zajęli miejsca w pierwszej dwójce rankingu jurorskiego.
W 1988 roku wystąpił w finale krajowych selekcji eurowizyjnych z utworem „Sokak kedisi”, jednak ponownie nie dotarł do czołówki głosowania jurorów. W tym samym roku premierę miał jego album studyjny zatytułowany Benim şarkılarım, który został wydany na kasecie, a rok później ukazał się także w formacie płyty CD. W 1989 roku piosenkarz kolejny raz wziął udział w krajowych selekcjach eurowizyjnych, tym razem z piosenką „Ve melankoli”, z którą zajął drugie miejsce w finale.
W połowie lutego 1990 roku wydał kolejny album, zatytułowany Benim şarkılarım 2 - Siyah işıklar. Pod koniec miesiąca piosenkarz wygrał finał krajowych eliminacji eurowizyjnych z utworem „Gözlerinin hapsindeyim”, dzięki czemu został wybrany na reprezentanta Turcji w 35. Konkursie Piosenki Eurowizji organizowanym w Zagrzebiu. 5 maja wystąpił w finale widowiska i zajął w nim ostatecznie siedemnaste miejsce z 21 punktami na koncie.
W czerwcu 1991 roku ukazała się jego nowa płyta zatytułowana Yemin ettim, a w kwietniu 1992 – album pt. Odalarda işıksızım. W ciągu kolejnej dekady na rynku pojawiły się jego następne płyty: Son şarkılarım (1993), Benim penceremden (styczeń 1995), Canımın yaprakları (1996), Emrin olur (1997), Beni azad et (kwiecień 1999), Gönül sayfam (listopad 2000) i Ne oldu can (grudzień 2002).
W 2004 roku premierę miał jego nowy album zatytułowany Kelebeğin şansı, zaś trzy lata później – płyta pt. Biriciğim'e.
W 2010 roku ukazała się jego nowy singiel – „365 gün”.
W kwietniu 2014 roku ukazał się album kompilacyjny zatytułowany Kayahan'ın en íyileri, na którym znalazły się najpopularniejsze utwory w dorobku Kayahana w wykonaniu tureckich wykonawców, w tym m.in. Nilüfer, Tarkana, Ajdy Pekkan czy Gülşen Bayraktar.
14 lutego 2015 roku zagrał na koncercie walentynkowym razem z Nilüfer. Był to jego ostatni publiczny występ w karierze przed śmiercią.

### Życie prywatne
Był trzykrotnie żonaty. W 1973 roku poślubił swoją partnerkę Nur, z którą był w związku małżeńskim przez dwadzieścia cztery lata. Para doczekała się córki Beste, która urodziła się w 1975 roku. W 1990 roku piosenkarz poślubił Lale Yılmaz, z którą rozwiódł się sześć lat później. W 1999 roku wziął ślub ze swoją trzecią żoną İpek Tüter, która w sierpniu kolejnego roku urodziła ich córkę Aslı Gönül.

#### Choroba i śmierć
W 1990 roku zdiagnozowano u niego mięsaka tkanek miękkich. W 2005 roku doszło do nawrotu choroby, podobnie jak w 2014 roku, kiedy piosenkarz był w trakcie leczenia drobnokomórkowego raka płuca.
3 kwietnia 2015 roku zmarł z powodu niewydolności wielonarządowej w szpitalu w Stambule w wieku 66 lat. Został pochowany na cmentarzu w Kanlıcy.

## Dyskografia

### Albumy studyjne
- Benim şarkılarım (1988)
- Benim şarkılarım 2 - Siyah işıklar (1990)
- Yemin ettim (1991)
- Odalarda işıksızım (1992)
- Son şarkılarım (1993)
- Benim penceremden (1995)
- Canımın yaprakları (1996)
- Emrin olur (1997)
- Beni azad et (1999)
- Gönül sayfam (2000)
- Ne oldu can (2002)
- Kelebeğin şansı (2004)
- Biriciğim’e (2007)